# 谷筱霜

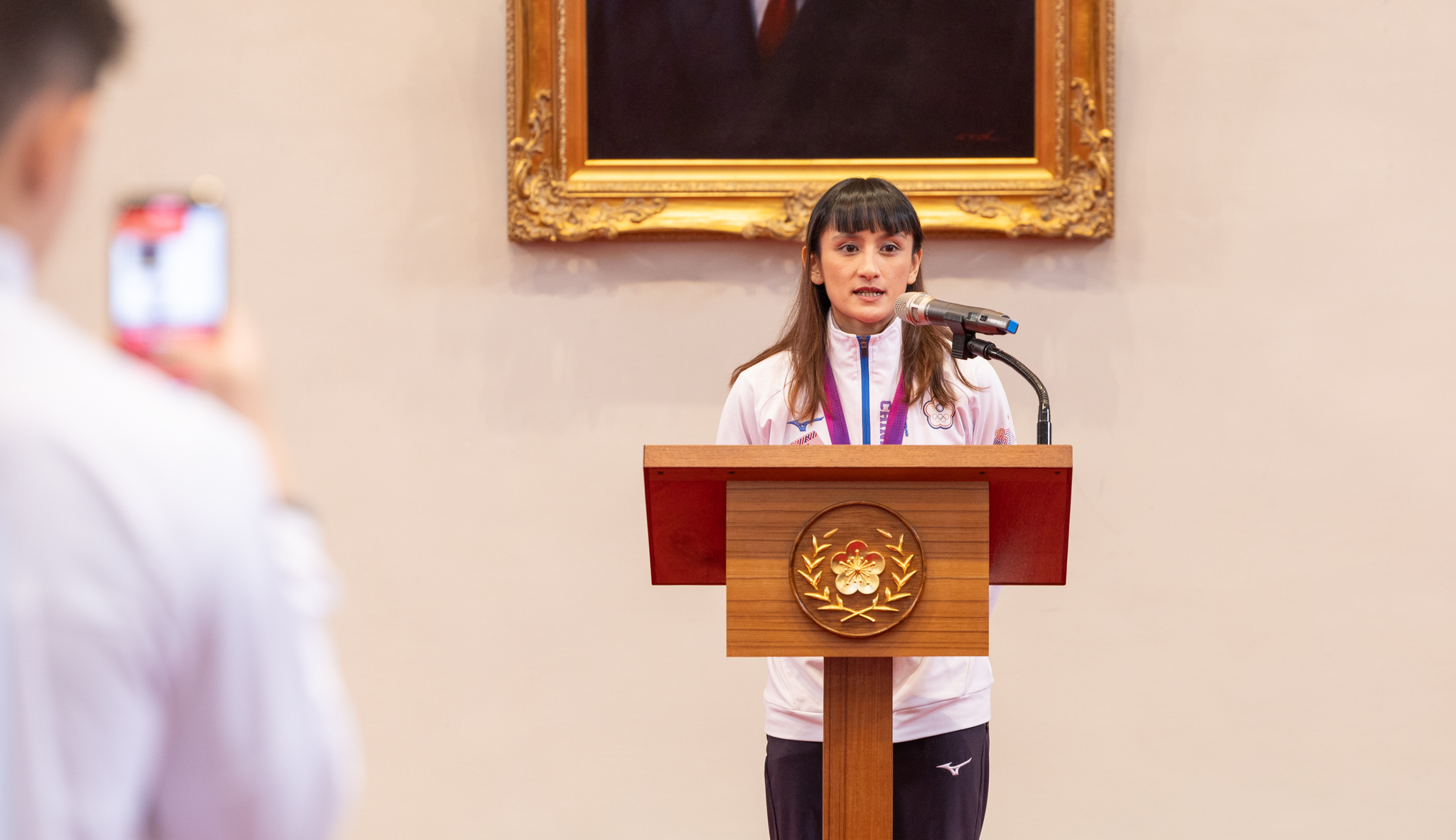
谷筱霜在總統府致詞

谷筱霜（1997年8月7日—），是出生於台灣南投的空手道運動員，基督徒，布農族人，名為Maitangan Ibu。於2018年在雅加達舉行的亞洲運動會空手道比賽中，先在四強賽擊敗了排名世界第一的日本選手宮原美穗，決賽又以3:2的成绩打敗了烏茲別克的芭芭伊娃（Bakhriniso Babaeva），拿下女子對打50公斤量級金牌。

## 外部連結
- 羅怡如. .
- 鄧鴻源. .   [2020-08-11]. （原始内容存档于2018-09-06）.